# Thekla Reuten
Thekla Reuten (Bussum, 16 de septiembre de 1975) es una actriz neerlandesa, conocida por sus papeles en Hermanas Gemelas (2002) y ¡Quiero ser famosa! (2000), ambas películas nominadas a un premio Oscar.

## Biografía
Es una actriz holandesa con numerosas películas de renombre internacional, dos de las cueles tuvieron nominaciones a los Premios Oscar a mejor película extranjera. Thekla Reuten es una innegable pionera de la nueva ola de actrices que Europa ha dado a la escena internacional y la pantalla grande.
Thekla llamó la atención internacional con su papel en la película nominada al Oscar Hermanas Gemelas (2002), que pasó a ser un éxito entre los amantes del cine de todo el mundo.
Thekla también ha perfeccionado su inglés para roles más constantes en el cine de Hollywood. A principios del 2008 pasó dos meses en  San Petersburgo, donde se filmó la película El Tránsito, con John Malkovich y Thomas Kretschmann. Este fue el debut cinematográfico del director británico Tom Roberts, donde Thekla hace de Elena, una mujer rusa que está entre los reclusos y los refugiados al final de la Segunda Guerra Mundial.
Anteriormente  estuvo en Lituania para el rodaje de la película Highlander: El Origen (2007), dirigida por Brett Leonard.
A finales de 2005, el aclamado director holandés Alex van Warmerdam llamó a Thekla para hacerla aparecer en Ober (2006). En esta comedia tiene el papel de Suzie, y la película narra la historia de un camarero de 50 años llamado Edgar, que trabaja en un restaurante que tuvo mejores épocas. Edgar se cansa de su existencia monótona y se da cuenta de que la vida tiene mejores cosas para ofrecerle, quiere una novia, nuevos vecinos; quiere ser feliz.
Thekla en 2008 se presentó a un público más amplio en los Estados Unidos y el Reino Unido con el lanzamiento del DVD de la nominada al Oscar Hermanas Gemelas (2002). Aquí interpreta a Lotte, una de las hermanas gemelas (Thekla fue aplaudida por su emotivo y sincero retrato)  En esta historia, tras la muerte de sus padres, dos hermanas gemelas son separadas. Una crecerá con una tía en Holanda, llevando una vida acomodada, mientras la otra lo hará en duras circunstancias en una granja alemana propiedad de su tío, donde sufre tanto física como emocionalmente, al paso del tiempo se reencontrarán en varias ocasiones, tratando de reconciliar sus vidas a la vez que el mundo exterior (sobre todo la Segunda Guerra Mundial y los nazis) influyen poderosamente en ellas.
Hermanas Gemelas fue la segunda película nominada al Oscar que cuenta con la participación de Thekla. Anteriormente ¡Quiero ser famosa! (2000) había recibido una nominación al Oscar por Mejor Película de habla no inglesa.
Habla cinco idiomas (neerlandés, inglés, italiano, alemán y francés) y con una madre italiana hacen de ella una elección natural para la película italiana Una Bellezza Che Non Lascia Scampo (2001). Antes había participado en la película Kruimeltje (1999), la cual recibió varios premios internacionales.
Se graduó de la Academia de Arte Dramático de Ámsterdam en 1997, y Thekla rápidamente llegó a ser reconocida por los directores de cine, obteniendo papeles en producciones importantes y debutando en las principales series de TV holandesas, como "Wij Alexander" (1998).
Thekla Reuten está establecida como una de las actrices más importantes de Europa.

## Filmografía

### Cine
- Narcosis (2022)
- Sisyphus at Work (2021)
- A New Present (2020)
- Repression (2020)
- Gorrión Rojo (2018)
- Mata Hari: The Naked Spy (2017)
- Final Review (2017)
- Home Suite Home (2015)
- Schone handen (2015)
- De Reünie (2015)
- The Legend of Longwood (2014)
- Atlantic. (2014)
- Speelman (2013)
- Da geht noch was (2013)
- Het diner (2013)
- Hotel Lux (2011)
- The American (2010)
- Waffenstillstand (2009)
- Wit Licht (2008)
- In Bruges (2008)
- In Tranzit (2008)
- Los inmortales: El origen (2007)
- Ober (2006)
- Co/Ma (2004)
- Suske en Wiske: De duistere diamant (2004)
- Rosenstraße (2003)
- Spagaat (2002)
- Hermanas Gemelas (2002)
- Bella Bettien (2002)
- Chalk (2001)
- Una Bellezza che non lascia scampo (2001)
- De Zwarte meteoor (2000)
- ¡Quiero ser famosa! (2000)
- Kruimeltje (1999)
- De Rode zwaan (1999)
- Het 14e kippetje (1998)
- De Trip Van Teetje (1998)

### Series y TV
- Warrior Nun (2020)
- Beat (2018)
- Dengler (2018)
- Stan Lee's Lucky Man (2017)
- Tessa (2015-2016)
- L'angelo di Sarajevo (2015) (Película de televisión)
- Overspel (2015)
- Restless (2012) (Película de televisión)
- Hidden (2011)
- Day One (2010) (Película de televisión)
- Lost (2008)
- Parels & zwijnen (2008)
- Highlander: The Source (2007)
- Sleeper Cell (7 episodios, 2006)
- Boks (1 episodio, 2006)
- Boy Meets Girl Stories #1: Smachten (2005) (Cortometraje para televisión)
- Shark Tale: Gettin' Fishy with It (2004) (Película de televisión)
- De Band (1 episodio, 2004)
- Mijn zusje Zlata (2003) (TV) (Cortometraje para televisión)
- Brush with Fate (2003) (TV)
- De Acteurs (2001)
- De Aanklacht (1 episodio, 2000)
- Baantjer (1 episodio, 1998)
- Wij Alexander (8 episodios, 1998)
- Arends (1997) (Película de televisión)
- Verhalen uit de bijbel (1996)

## Otros trabajos
- Realizó la voz de Vanessa en la versión neerlandesa de Bee Movie (2007).
- Realizó la voz de Angie en la versión neerlandesa de El Espantatiburones (2004).
- Realizó la voz de La Tortue en la versión neerlandesa de La Prophétie Des Grenouilles (2003).

## Premios

### Festival de Países Bajos
| Año  | Resultado | Premio         | Categoría/Destinatario(s)                   |
| ---- | --------- | -------------- | ------------------------------------------- |
| 1998 | Nominada  | Becerro de Oro | Mejor Actriz Por: De Trip Van Teetje (1998) |